# Qorbān Peykār
Qorbān Peykār (persiska: قربان پيكار) är en ort i Iran.   Den ligger i provinsen Golestan, i den norra delen av landet, 500 km nordost om huvudstaden Teheran. Qorbān Peykār ligger 176 meter över havet och antalet invånare är 356.
Terrängen runt Qorbān Peykār är platt åt sydväst, men åt nordost är den kuperad. Qorbān Peykār ligger nere i en dal.Runt Qorbān Peykār är det ganska glesbefolkat, med 48 invånare per kvadratkilometer. Närmaste större samhälle är Marāveh Tappeh, 9,2 km öster om Qorbān Peykār. Omgivningarna runt Qorbān Peykār är i huvudsak ett öppet busklandskap.